# Spiophanicola spinosus
Spiophanicola spinosus is een eenoogkreeftjessoort uit de familie van de Spiophanicolidae. De wetenschappelijke naam van de soort is voor het eerst geldig gepubliceerd in 1984 door Ho.